# Heimbra opaca
Heimbra opaca är en stekelart som först beskrevs av William Harris Ashmead 1894.  Heimbra opaca ingår i släktet Heimbra och familjen kragglanssteklar. Inga underarter finns listade i Catalogue of Life.